# Лимонов, Юрий Александрович
Ю́рий Алекса́ндрович Лимо́нов (1933—2006) — советский и российский историк, профессор СПбГУ, член-корреспондент РАО (1992). Доктор исторических наук. Заслуженный деятель науки Российской Федерации (1999).

## Биография
Окончил Ленинградский государственный университет в 1956 году, по окончании аспирантуры в Ленинградском филиале Института истории АН СССР в 1961 году работал в этом институте до 1993 года. С 1993 года заведовал кафедрой международных гуманитарных связей Санкт-Петербургского государственного университета, преподавал также в Санкт-Петербургском государственном педагогическом институте им. А. И. Герцена.
Основные направления научной и педагогической деятельности — история России, Пугачёвское восстание, история международных культурных отношений.

### Награды
- Медаль «В память 250-летия Ленинграда» (1957).
- Медаль «Ветеран труда» (1990).